# Change generation
Change generation è il settimo album di Pupo, pubblicato nel 1985. Tra i brani c'è la canzone Io mi fermo qui che è una cover dell'omonimo pezzo di Donatello presentato al Festival di Sanremo nel 1970.

## Tracce
1. Suona e va
2. Change generation
3. Di nuovo tu
4. La mia libertà
5. Vita d'artista
6. Cantando
7. Io mi fermo qui
8. Oltre la vita
9. Susy O.K.